# Стыкино
Стыкино — обезлюдевшая деревня в Усвятском районе Псковской области России. Входит в состав сельского поселения «Усвятская волость». Фактически — урочище.

## География
Находится на юге региона, в западной части района, в обезлесенной местности, вблизи государственной границы между Российской Федерацией и Республикой Беларусь (Городокский район, Витебская область).
Уличная сеть не развита.

## История
В соответствии с Законом Псковской области от 28 февраля 2005 года № 420-ОЗ деревня Стыкино вошла в состав образованного муниципального образования Усвятская волость.

## Население
| 2002 | 2010 |
| ---- | ---- |
| 0    | →0   |

## Инфраструктура
Было развито сельское хозяйство. Вблизи деревни в 2013 году обнаружено поле площадью 82,8 га, заросшее древесно-кустарниковой растительностью.

## Транспорт
Просёлочная дорога.